# Patiyali
Patiyali (o Patiali) è una suddivisione dell'India, classificata come nagar panchayat, di 12.254 abitanti, situata nel distretto di Kanshiram Nagar, nello stato federato dell'Uttar Pradesh. In base al numero di abitanti la città rientra nella classe IV (da 10.000 a 19.999 persone).
Della città fu nativo Amir Khosrow, apprezzato letterato che operò durante il regno di vari sovrani musulmani di Delhi.

## Geografia fisica
La città è situata a 27° 43' 0 N e 79° 1' 0 E e ha un'altitudine di 152 m s.l.m..

## Società

### Evoluzione demografica
Al censimento del 2001 la popolazione di Patiyali assommava a 12.254 persone, delle quali 6.494 maschi e 5.760 femmine. I bambini di età inferiore o uguale ai sei anni assommavano a 2.266, dei quali 1.201 maschi e 1.065 femmine. Infine, coloro che erano in grado di saper almeno leggere e scrivere erano 5.558, dei quali 3.453 maschi e 2.105 femmine.